# ارکیده‌های دارچینی
ارکیده‌های دارچینی (نام علمی: Corymborkis) نام یک سرده از خانواده ثعلبیان است.